# Felce
Felce település Franciaországban, Haute-Corse megyében. Lakosainak száma 52 fő (2022. január 1.). Felce Parata, Santa-Reparata-di-Moriani, Tarrano, Valle-d’Alesani és Valle-d’Orezza községekkel határos.

## Népesség
A település népességének változása:
| Lakosok száma | 81   | 72   | 33   | 48   | 53   | 50   | 51   | 51   | 51   | 52   |
|               | 1968 | 1982 | 1990 | 2006 | 2013 | 2015 | 2017 | 2019 | 2020 | 2022 |